# 카프리카 상수
카프리카 상수(Kaprekar constant)는 1949년 인도의 수학자인 D.R.카프리카가 발견한 상수이다.

## 생성법
다음은 네 자리 수에서 카프리카의 수를 만드는 방법이다. 이것을 카프리카 루틴(Kaprekar routine)이라고 한다.
- 숫자 하나로만 이루어지지 않은 4자리 숫자를 정한다. (예: 1000은 인정하되, 1111은 인정하지 않는다.) 첫 자리에 0이 와도 무방하다.
- 이 숫자를 크기 순으로 배열하여 두 수를 만든다. 하나는 큰 순, 하나는 작은 순으로 배열한다.
- 큰 쪽에서 작은 쪽을 빼 준다. 이때 나온 0은 유지한다.
- 이 과정을 반복하면 7번 이내로 6174가 나온다.
  - 6174로 이 과정을 실행하면 다시 6174가 나온다.

예를 들어, 4371로 이 과정을 수행하면 다음과 같다.
{\displaystyle {\begin{aligned}7431-1347&=6084\\8640-0468&=8172\\8721-1278&=7443\\7443-3447&=3996\\9963-3699&=6264\\6642-2466&=4176\\7641-1467&=\color {Red}{6174}\end{aligned}}}

## 네 자리 카프리카 상수 6174

네 자리 수에서의 카프리카 루틴을 나타낸 순서도

숫자 하나로만 이루어지지 않은 4자리 숫자라면 모든 수는 카프리카 상수 6174에 도달하게 된다.

## 참고 문헌
1. ↑  “Mysterious number 6174”. 2009년 2월 28일에 원본 문서에서 보존된 문서. 2010년 2월 17일에 확인함.